# 蓉江街道
蓉江街道，是中华人民共和国江西省赣州市南康区下辖的一个乡镇级行政单位。

## 行政区划
蓉江街道下辖以下地区：
苏步西街社区、苏步东街社区、金赣社区、赣南卷烟厂社区、东门社区、泰康中路社区、岭背社区、泰康西路社区、西门社区、西华村、华山村、莲花村、洋坝村、叶坑村、大树村、稍江村、苏茅村、麻田村、桥口村和岭下村。

## 交通
- 京九铁路、赣韶铁路：南康站